# Gabinete de Prevenção e Investigação de Acidentes com Aeronaves e de Acidentes Ferroviários
O Gabinete de Prevenção e Investigação de Acidentes com Aeronaves e de Acidentes Ferroviários (GPIAAF) é um organismo oficial de caráter nacional encarregue de investigar dois domínios de acidentes ocorridos dentro do território português:
- acidentes aéreos;
- acidentes ferroviários graves que ocorram na Rede Ferroviária, assim como a investigação dos demais acidentes e incidentes ferroviários quando assim se considere.

O GPIAAF resulta da fusão de dois anteriores organismos, nomeadamente, do Gabinete de Investigação de Segurança e de Acidentes Ferroviários e do Gabinete de Prevenção e Investigação de Acidentes com Aeronaves.
É um organismo colegiado independente, adscrito ao Ministério das Infraestruturas, através da Secretaria de Estado e que realiza as suas atividades independentemente das entidades reguladoras — Autoridade Nacional de Aviação Civil (ANAC) e Autoridade da Mobilidade e Transportes (AMT) — e das diferentes entidades gestoras de infraestruturas e operadoras áreas e ferroviárias em Portugal. Foi fundado em 1 de abril de 2017 uma vez aprovado o Decreto-Lei n.º 36/2017 de 28 de março de 2017.
A sede do GPIAAF está em Avenidas Novas, Lisboa.

## Missão e atribuições
Nos termos do Decreto-Lei n.º 36/2017 de 28 de março de 2017, o GPIAAF tem por missão investigar os acidentes e incidentes relacionados com a segurança das aeronaves civis e dos transportes ferroviários com o objetivo de contribuir para a prevenção de futuros acidentes e incidentes, visando a identificação das respetivas causas.
De acordo com este decreto-lei, o GPIAAF prossegue as seguintes atribuições:
a) Exercer as funções de autoridade responsável pelas investigações de segurança na aviação civil previstas no Regulamento (UE) n.º 996/2010, do Parlamento Europeu e do Conselho, de 20 de outubro de 2010 e no artigo 26.º da Convenção de Chicago sobre Aviação Civil Internacional, assinada em Chicago, em 7 de dezembro de 1944;
b) Exercer as funções do organismo nacional de investigação de acidentes e incidentes previsto na Diretiva (UE) n.º 2016/798, do Parlamento Europeu e do Conselho, de 11 de maio de 2016;
c) Investigar os acidentes e incidentes ferroviários e os ocorridos com aeronaves civis, de modo a determinar as suas causas, elaborar e divulgar os correspondentes relatórios e formular recomendações que evitem a sua repetição;
d) Assegurar a participação em comissões ou atividades, nacionais ou estrangeiras;
e) Promover estudos e propor medidas de prevenção que visem reduzir a ocorrência de acidentes e incidentes na aviação civil e no transporte ferroviário;
f) Elaborar os relatórios técnicos sobre acidentes e incidentes relacionados com a segurança das aeronaves civis, em conformidade com o artigo 25.º da Convenção de Chicago sobre Aviação Civil Internacional, assinada em Chicago, em 7 de dezembro de 1944 e promover a sua divulgação;
g) Elaborar os relatórios técnicos sobre acidentes e incidentes relacionados com os transportes ferroviários, em conformidade com o artigo 11.º do Decreto-Lei n.º 394/2007, de 31 de dezembro, e promover a sua divulgação;
h) Participar nas atividades desenvolvidas a nível de organizações internacionais no domínio da investigação e prevenção de acidentes na aviação civil e nos transportes ferroviários;
i) Fazer propostas para adequar a legislação às necessidades nacionais e aos compromissos assumidos internacionalmente nas matérias respeitantes às suas atribuições;
j) Organizar e divulgar a informação relativa à investigação e prevenção de acidentes e incidentes na aviação civil e no transporte ferroviário;
k) Analisar as ocorrências registadas nos relatórios diários de circulação das entidades gestoras das infraestruturas ferroviárias e tomar decisão de investigar ocorrências de acordo com a gravidade das mesmas;
l) Acompanhar o cumprimento e aplicação prática das recomendações emitidas;
m) Colaborar com os organismos de segurança dos gestores das infraestruturas, dos operadores, dos serviços de tráfego aéreo e com as associações profissionais nacionais, em matérias de prevenção na medida em que tal não comprometa a independência da sua atividade de investigação;
n) Colaborar com entidades homólogas de outros países na investigação e prevenção de acidentes e incidentes na aviação civil e no transporte ferroviário;
o) Preparar, organizar e divulgar estatísticas de acidentologia na aviação civil;
p) Desenvolver competências científicas no âmbito da investigação de acidentes.